# Bobach (Fischach)
Der Bobach ist ein Bachunterlauf in der offenen Landschaft des Fischachtals, der beim Dorf Oberfischach der Gemeinde Obersontheim im Landkreis Schwäbisch Hall im nordöstlichen Baden-Württemberg von rechts und Südwesten in die das Tal entwässernde Fischach mündet. Er entsteht durch den Zusammenfluss seines längeren rechten Oberlaufs Rotbach und des kleineren linken Rohrbachs, hat selbst nur etwa drei Viertelskilometer Länge, mit dem Rotbach aber etwa dreieinhalb Kilometer.

## Name
Der Bachunterlauf wurde der Beschreibung des Oberamts Gaildorf von 1852 zufolge damals Robach genannt. Auf der Karte des Königreiches Württemberg von 1841 liest sich der Name eher als Bobach.

## Geographie

### Oberlauf Rotbach
Der etwa 3,2 km lange Rotbach entsteht etwa 2,8 km westlich der Ortsmitte von Oberfischach auf ca. 490 m ü. NHN  neben der Kohlenstraße am Ostrand des Gewanns Muselmoor auf der bewaldeten Hochebene der nördlichen Limpurger Berge. Einige rechte Zuflüsse aufnehmend, fließt er mit flachem Bogen nach Süden in östlicher Richtung, auf dem längeren Teil dieser Strecke schon am Rande des Waldes oder außerhalb, bis zum Zusammenfluss am Südrand von Oberfischach. Sein Einzugsgebiet trägt zu fast zwei Dritteln zu dem des Bobachs bei. Als Hauptoberlauf teilt er die amtliche Gewässerkennziffer mit dem Bobach-Unterlauf.

### Oberlauf Rohrbach
Der nur etwa 1,9 km lange Rohrbach entsteht ebenfalls im Westen von Oberfischach im Wald, aber näher am Dorf auf ca. 465 m ü. NHN. Mit dazu einem Einzugsgebiet von nur etwa 0,9 km² ist er der deutlich kleinere Oberlauf. Auf seinem überwiegend östlichen Lauf zieht er wie sein rechtes Pendant größtenteils in deutlich ausgebildetem Tal durch die Flur und kehrt sich nach Eintritt in den Siedlungsbereich Oberfischachs kurz nach Südosten zum Zusammenfluss.

### Bobach
Der Bobach läuft am südlichen Ortsrand von Oberfischach auf 407,5 m ü. NHN in einer flachen, baum- und strauchlosen Wiesenmulde aus seinen Oberläufe zusammen. Der schon länger in künstlich gezogenem Graben laufende linke Rohrbach wird hier in spitz auslaufendem Winkel zum auch schon einige hundert Meter lang begradigten Rotbach geführt. Der dadurch entstehende Bobach läuft dann bis hin zu seiner Mündung in der nordöstlichen Zulaufrichtung des größeren Rotbachs weiter. Nach etwa 100 Metern überspannt ihn eine kleine Brücke im Zuge der Fischachtalstraße K 2627, diese Hauptverkehrsachse des Fischachtales kommt aus dem Ort und steigt danach auf ein niedriges Geländepodest zur Rechten des Baches. Dieser fließt unterhalb der Brücke zunächst von einer jüngeren angepflanzten Baumgalerie begleitet, die auf Höhe des Ortsendes aussetzt. In spitzem Winkel nähert sich die Straße K 2619 von Oberfischach nach Hausen dem Bach, an dem vor deren Unterquerung auf nur wenigen Dutzend Metern Länge eine Feldhecke steht. Unterhalb der Straßenquerung setzt der Bewuchs ganz aus und hundert Meter später mündet der Bobach auf 399 m ü. NHN von rechts und Südwesten in die mittlere Fischach.

### Einzugsgebiet

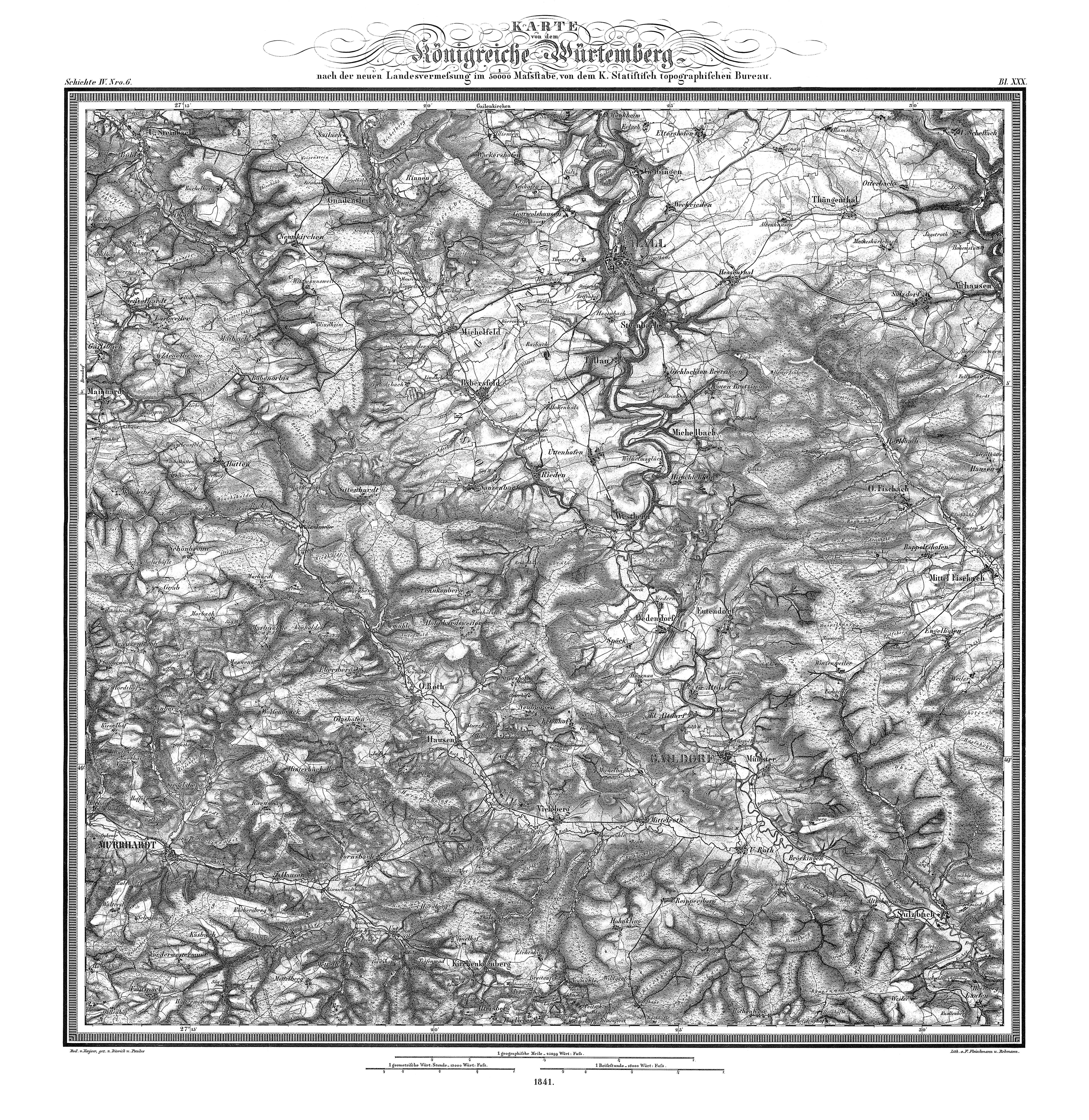
Topographischer Atlas des Königreichs Württemberg, Maßstab 1:50.000. Blatt XXX, 1841

Der Bobach entwässert ein Gebiet von 3,4 km², das naturräumlich gesehen in den Unterräumen Limpurger Berge und Fischachbucht und Randhöhen liegt; der Bobach selbst entsteht erst und läuft nur in der Fischachbucht, während die Oberläufe in den Limpurger Bergen entstehen. Es erstreckt sich von der Wasserscheide im Bereich oder wenig westlich der die bewaldete Hochebene der nördlichen Limpurger Berge durchziehenden Kohlenstraße etwa 3,5 km weit nach Ostnordosten bis zur Mündung in die Fischach etwa 0,8 km östlich der Ortsmitte von Oberfischach. Quer dazu ist es maximal 1,2 km breit. Darin entspringt der rechte Hauptoberlauf Rotbach in der Nordwestecke am Waldgewann Muselmoor, läuft auf seinem Waldabschnitt und noch ein kurzes Stück danach ostsüdöstlich bis zur Mittelachse, wobei er nacheinander von rechts die an der Mitte der Westseite bzw. im Südwesteck entstehenden Zuläufe Mühlsteinbach bzw. Esterichbach aufnimmt, und zieht dann auf dieser Achse, zuletzt nach Zulauf des Rohrbachs von links im Dorf Oberfischach, unter dem Namen Bobach bis zu dessen Mündung.
Die westliche Wasserscheide verläuft etwas unruhig meist westlich der Kohlenstraße. Vom Waldgewann Hundshof etwas nördlich der Dreikaiserlinde  im Süden läuft sie bis zum Muselmoor im Norden. Auf diesem Abschnitt konkurrieren außerhalb zunächst ganz kurz aus dem Kohlhäule ein rechter Zulauf des Eutendorfer Steppachs, daraufhin linke Zuflüsse des Adelbachs und dieser selbst; beide sammelnden Gewässer münden dann unmittelbar in den Kocher. Am Muselmoor knickt die Scheide nach Osten ab und trennt nun vom Einzugsgebiet das aufwärtigen rechten Fischachzuflusses Lustbach, sie läuft auf der Trasse erst des Oberfischacher Wegs, dann auf dem Ausläufer über den Talhängen Pfingsthald (Lustbach-Seite) und Hag (Rohrbach-Seite), trennt weiter im Osten den nördlichen Siedlungsrand Oberfischachs von einem großen Industriegebäude und erreicht dann in flachem Auslauf die Bobach-Mündung.
Von dort steigt sie südwestlich etwas auf das Geländeplateau zwischen Oberfischach und dem Mühlhof, erklimmt dann steiler die bewaldete Höhe des Siebersbergs über dem Oberfischacher Schützenhaus, um dann durch die Waldgewanne Siebersberg und Langer Esterich vor dem Benzenbach im Süden, dem nächsten größeren Fischach-Zufluss, fast zweieinhalb Kilometer lang westwärts bis zurück in den Hundshof zu laufen.
Der höchste Punkt im Einzugsgebiet liegt dicht in seiner Südwestecke im Hundshof auf 499 m ü. NHN. An der westlichen Wasserscheide liegt das Terrain überwiegend über 490 m ü. NHN, nur in einer kurzen Delle in der Hochebene im Gewann Mühlstein, wo nahe beieinander diesseits der zum Rotbach laufende Mühlsteinbach und jenseits der linke Zufluss Antebach des Adelbachs entstehen, fällt es bis auf unter 472 m ü. NHN. In der Natur auffälligste Wasserscheide ist die südliche zum Benzenbach, wo Langer Esterich und Siebersberg einen langen, bewaldeten, östlichen Hochebenenvorsprung bilden, der anfangs über 490 m ü. NHN, am Ende meist noch über 480 m ü. NHN liegt. Die nördliche Wasserscheide zum Lustbach ist durchweg niedriger und fällt am hier deutlich früher endenden Ostvorsprung unter 470 m ü. NHN.
Vom Einzugsgebiet sind knapp über die Hälfte bewaldet. An der vor allem durchs Rotbachtal nach Westen ausgebuchteten Waldgrenze verläuft auch die Naturraumgrenze zwischen Limpurger Bergen im Westen  (Naturraum-Nr. 108.60) und der Flurlandschaft Fischachbucht und Randhöhen (Naturraum-Nr. 108.61), die beide den Schwäbisch-Fränkischen Waldbergen (Naturraum-Nr. 108) angehören. Der Offenlandanteil wird etwas überwiegend beackert, nämlich an den nicht zu steilen und nicht zu nassen Lagen; manche Äcker reichen bis an die drei Wasserläufe. Einziger Ort im Einzugsgebiet ist Oberfischach, das deutlich überwiegend am Hang links von Rohrbach und Bobach liegt, ein kleiner, aber schon alter Siedlungsteil auch am Anstieg zur Geländehöhe Rotberg zwischen Rotbach und Rohrbach. Im Weichbild des Ortes stehen etliche Obstbäume in Bauerngärten.
Bis auf etwa 10 ha im Höhenwald ganz im Westen liegt das ganze Einzugsgebiet auf der Oberfischacher Teilgemarkung von Obersontheim. Von der Fläche außerhalb gehört unter einem Hektar zur Eutendorfer Teilgemarkung von Gaildorf, der Rest zu Michelbach an der Bilz.

### Zuflüsse und Seen
Liste der Zuflüsse und  Seen von der Quelle zur Mündung. Gewässerlänge, Seefläche und Einzugsgebiet und Höhe nach den entsprechenden Layern auf der Onlinekarte der LUBW. Andere Quellen für die Angaben sind vermerkt.
Ursprung des Bobachs auf 407,5 m ü. NHN Südrand des Obersontheimer Dorfs Oberfischach hundert Meter westlich der Bachbrücke der Fischachtalstraße K 2627 beim Zusammenfluss des bedeutenderen rechten Oberlaufs Rotbach mit dem linken Rohrbach. Der so entstandene Bobach fließt in der Rotbach-Zuflussrichtung nach Ostnordosten weiter und hat keine relevanten Zuflüsse mehr.
- Rotbach, rechter und Haupt-Oberlauf des Bobachs[LUBW 6], von zuletzt Westsüdwesten, 3,2 km und ca. 2,1 km².[LUBW 7]. Entsteht auf etwa 490 m ü. NHN am Rande des Gewanns Muselmoor im Wald neben der Kohlenstraße, weniger als 200 m südöstlich vom Abzweig des Oberfischacher Weges von dieser.
  -  Durchfließt auf etwa 455 m ü. NHN einen kleinen aufgestauten Teich im Wald, 0,1 ha.
  - Mühlsteinbach, von rechts und Westen im vorgenannten Teich, 0,7 km und ca. 0,3 km².[LUBW 7]. Entsteht in ähnlicher Quelllage, jedoch noch diesseits der Kohlenstraße im Gewann Mühlstein auf etwa 475 m ü. NHN. Wenig kürzer und fast genauso einzugsgebietsreich wie der Hauptast.
  - Esterichbach, von rechts und Westsüdwesten auf 434,9 m ü. NHN[LUBW 2] wenig nach dem Waldaustritt in der westlichen Flurbucht zwischen den Ostausläufern Rotenberg im Norden und Langer Esterich im Süden der Limpurger Berge, 1,0 km und ca. 0,3 km²[LUBW 7]. Entsteht auf etwa 490 m ü. NHN im Waldgewann Hundshof im Nordostwinkel zwischen der Kohlenstraße und dem ostwärts von ihr abgehenden Höhenweg auf dem Langen Esterich.
  - Waldbach, von rechts und Südosten auf etwa 432 m ü. NHN gegenüber dem Rotenberg, ca. 0,2 km.[LUBW 8] Entsteht auf etwa 432 m ü. NHN im Langen Holz, dem Gewann am Nordhang des Langen Esterichs.
  - Hangbach, von rechts und Südosten  auf etwa 415 m ü. NHN  gegenüber dem Hohlweg zum Rotenberg, ca. 0,2 km.[LUBW 8] Entsteht auf etwa 435 m ü. NHN  am Nordabhang des Siebersbergs, der Ostspitze des Langen Esterichs, an der Flurgrenze.
- Rohrbach, linker Oberlauf des Bobachs, von Westen auf 407,5 m ü. NHN[LUBW 2] am Südrand von Oberfischach kurz vor der Bachbrücke der Fischachtalstraße K 2627, 1,9 km und ca. 0,9 km²[LUBW 7]. Entsteht auf etwa 465 m ü. NHN im Wald zwischen dem Oberfischacher Weg im Süden und dem davon abgabelnden, auf dem Hag bis zum Oberfischacher Buchweg führenden Waldhöhenweg.
  - Waldbach, von rechts und Südwesten auf etwa 433 m ü. NHN am Flureintritt, ca. 0,5 km.[LUBW 8] Entsteht auf fast 460 m ü. NHN am Nordhang des Rotenbergs wenig unterhalb des westlichen Flurrandes auf der Höhe.
  -  Speist auf etwa 415 m ü. NHN einen Kleinteich rechts des Laufs in den Rohrwiesen etwas vor der Oberfischacher Siedlungsgrenze, deutlich unter 0,1 ha.[LUBW 9]
  - Zufluss, von links und Nordwesten auf etwa 412 m ü. NHN an der Siedlungsgrenze Oberfischachs, ca. 0,3 km[LUBW 8]. Entspringt einer Hangquelle auf unter 430 m ü. NHN westlich des Friedhofes.

Mündung des Bobachs von links und Südwesten auf 399 m ü. NHN weniger als 80 Meter nördlich der K 2619 von Oberfischach nach Hausen und oberhalb von deren Brücke über diese in die Fischach. Der Bach ist hier ab dem Ursprung des Rotbachs 4,0 km, ab dem Zusammenfluss der Quellbäche zum Unterlaufabschnitt Bobach 0,8 km lang und hat ein Gesamteinzugsgebiet von 3,4 km².

## Geologie
Der Lauf des Bobach und seiner Zuflüsse liegt zur Gänze im Keuper. Der Rotbach entspringt im Übergangsbereich zwischen dem Kieselsandstein (Hassberge-Formation) der Hochfläche der Limpurger Berge und den unterliegenden Unteren Bunten Mergel (Steigerwald-Formation), die anderen Oberläufe (Mühlsteinbach, Esterichbach, Rohrbach) etwas tiefer. Am Ostsaum der Limpurger Berge streicht im Einzugsgebiet Schilfsandstein (Stuttgart-Formation) in Flutfacies in  breitem. geschwungenem Gürtel aus, er deckt die Geländestufe unterhalb der Hochfläche auf den Ostausläufern über den Hängen Pfingsthalde (zum Lustbach im Norden) und Hag (zum Rohrbach), den Rotberg zwischen Rohrbach und Rotbach und zeigt sich in einer Hangverflachung an der inneren Flanke des Sporns Langer Esterich – Siebersberg. Die von Oberfischach aus die beiden Vorsprünge erklimmenden zwei Hohlwege schließen ihn auf. Am Waldaustritt laufen die zwei Quellbäche Rot- und Rohrbach schon im Gipskeuper (Grabfeld-Formation), die Unterläufe beider ebenso wie der Bobach dann in einem Auensedimentband. Das Geländepodest rechts des Bobachs ist eine Verebnung über der nur dünnen, aber erosionsresistenten dolomitisierten Corbula-Schicht des Gipskeupers, vormals Engelhofer Platte genannt.
Zwei Störungslinien der ostnordöstlich ziehenden Neckar-Jagst-Furche laufen etwa auf den Achsen von Rohrbach und Rotbach bzw. Bobach.

## Natur und Schutzgebiete
Der Fluranteil des Einzugsgebiets ist, abzüglich der Siedlungsflächen Oberfischachs, Teil des Landschaftsschutzgebietes Fischachtal mit Nebentälern und angrenzenden Gebieten zwischen Herlebach und Kottspiel. Der Rotbach wie seine zwei großen Zuflüsse führen das ganze Jahr über Wasser, ihre durch den Wald mäandernde Betten zeigen ein Sediment aus Steinen und Sand und sind meist von Erlen und Eschen gesäumt. Nach seinem Waldaustritt begleiten Nasswiesen-, Röhricht- und Sumpfflächen seinen Lauf.
Neben dem Rohrbach liegen kurz nach seinem Waldaustritt auf noch natürlichem Lauf ebenfalls kleinere Naßwiesenareale. Die beiden im Abschnitt zur Geologie erwähnten Hohlwege sind beidseits mit Hecken und Bäumen bestanden, deren Kronen sich teilweise schließen. Auf dem Rotberg sind 2 ha Trockenrasen mit einer breiten Heckenzone am Rande Naturdenkmal.
In der Flur der offenen Täler gibt es zahlreiche Feldhecken.

### LUBW
Amtliche Online-Gewässerkarte mit passendem Ausschnitt und den hier benutzten Layern: Lauf und Einzugsgebiet des Bobachs

Allgemeiner Einstieg ohne Voreinstellungen und Layer: Daten- und Kartendienst der Landesanstalt für Umwelt Baden-Württemberg (LUBW) (Hinweise)
1. 1 2 3  Höhe nach dem Höhenlinienbild auf dem Hintergrundlayer Topographische Karte.
2. 1 2 3 4 5  Höhe nach schwarzer Beschriftung auf dem Hintergrundlayer Topographische Karte.
3. 1 2 3  Länge nach dem Layer Gewässernetz (AWGN).
4. 1 2  Einzugsgebiet nach dem Layer Basiseinzugsgebiet (AWGN).
5. ↑  Seefläche nach dem Layer Stehende Gewässer.
6. ↑  Der Rotbach teilt die Gewässerkennzahl mit dem Bobach.
7. 1 2 3 4  Einzugsgebiet abgemessen auf dem Hintergrundlayer Topographische Karte.
8. 1 2 3 4  Länge abgemessen auf dem Hintergrundlayer Topographische Karte.
9. ↑  Seefläche abgemessen auf dem Hintergrundlayer Topographische Karte.
10. ↑  Schutzgebiete nach den einschlägigen Layern, Natur teilweise nach dem Layer Biotop.

### Andere Belege
1. ↑  Siehe das Kapitel zu Ober-Fischach in der Beschreibung des Oberamts Gaildorf von 1852 und das im Text verlinkte Kartenblatt des Königreiches Württemberg.
2. ↑  Wolf-Dieter Sick: Geographische Landesaufnahme: Die naturräumlichen Einheiten auf Blatt 162 Rothenburg o. d. Tauber. Bundesanstalt für Landeskunde, Bad Godesberg 1962. → Online-Karte (PDF; 4,7 MB)
3. ↑  Eigene Beobachtung.
4. ↑  Geologie nach den Layern zu Geologische Karte 1:50.000 auf: Mapserver des Landesamtes für Geologie, Rohstoffe und Bergbau (LGRB) (Hinweise)